# Сарикиштии-Поён
Сарикиштии-Поён (тадж. Сарикиштии Поён) — село в районе Рудаки Республики Таджикистан. Входит в состав джамоата (сельской общины) Сарикишти района Рудаки.
Находится недалеко от г. Душанбе, на расстоянии 14 км от райцентра (пгт. Сомониён) и 8 км от центра общины (село Махмадшои-Боло).
Население — 2820 чел. (2017).